# Obwód Jędrzejów Armii Krajowej

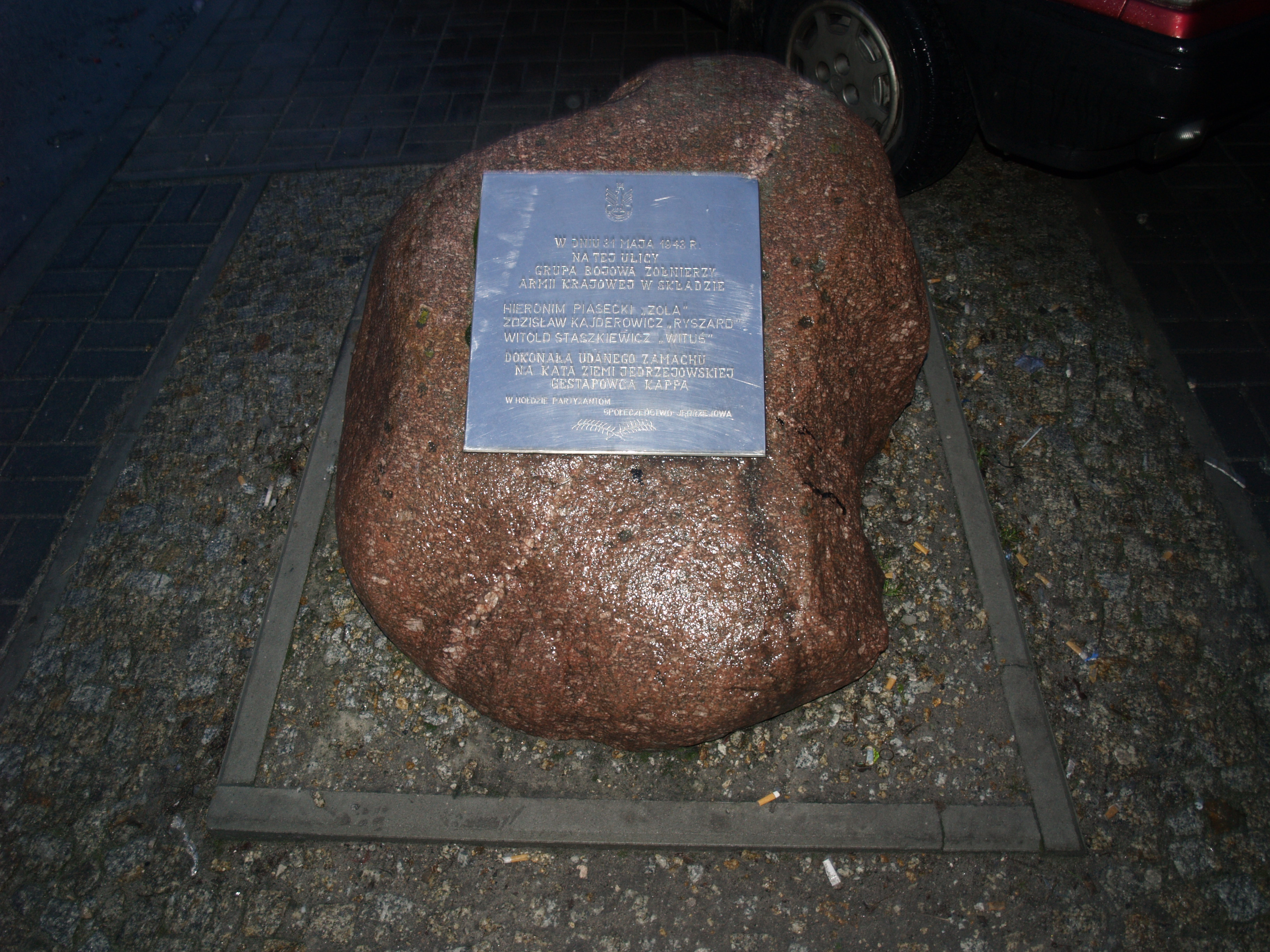
Pomnik w Jędrzejowie upamiętniający udany zamach na Helmuta Kappa 31 maja 1943

Obwód Jędrzejów – jednostka terytorialna Związku Walki Zbrojnej, a następnie Armii Krajowej. 
Operowała na terenie powiatu jędrzejowskiego i nosiła kryptonimy „Błota”, „Torfowiska”, „Łata”, „Wrzesień”, „Irys” i „Daniel”.
Wraz z Obwodem Kielce AK i Obwodem Busko AK wchodził w skład Inspektoratu Kieleckiego Okręgu Radom-Kielce ("Jodła").
W jego skład wchodził Podobwód Wodzisław AK.

## Historia obwodu
14 lutego 1941 r. komendantem jędrzejowskiego Obwodu AK mianowany został Stefan Gądzio. Jego pierwszym ważniejszym rozporządzeniem był rozkaz do komendantów placówek z początku maja 1942 r. o utworzeniu oddziałów dywersyjnych.
Z początkiem maja 1943 "Kos" awansował na stopień majora. W tym czasie wydał rozkaz likwidacji hitlerowskiego oprawcy Helmuta Kappa. Rozkaz ten przekazano dwom grupom AK z terenu Jędrzejowa. Pierwszą z nich był patrol dywersyjny grupy dowodzonej przez Hieronima Piaseckiego. Druga grupa składała się z trzech trzyosobowych sekcji likwidacyjnych. Obie grupy dążyły do opracowania zamachu.
31 stycznia 1944 Obwód Jędrzejów liczył 22 plutony bojowe i bliżej nieokreśloną liczbę plutonów WSOP.

## Obsada personalna obwodu
Komendanci obwodu
- kpt. Adam Jastrzębski „Grot” – od początku działania do lutego 1940
- inż. Zygmunt Kowalczewski „Chmura” – od lutego do maja 1940
- mjr Zygmunt Żywocki „Kłos”, „Dzięcioł” – od maja 1940do lipca 1941
- kpt./mjr Stefan Gądzio „Kos”, „Marek”, „Bogumił” – od lipca 1941 do 30 listopada 1943
- por./kpt. Kacper Niemiec „Mir”, „Niemirski” – do stycznia 1945